# 大正座 (滋賀県)
大正座（たいしょうざ）は、かつて存在した日本の映画館である。大正年間に滋賀県栗太郡草津町（現在の同県草津市）に芝居小屋として開業、1924年（大正13年）に映画館に業態を転換した。第二次世界大戦後は廃れていたが、1956年（昭和31年）に角正太郎が映画館草津映画劇場（くさつえいがげきじょう）として復興し、日本映画を上映した。7年後の1963年（昭和38年）には閉館した。同市内初の映画館として知られた。

## 沿革
- 1910年代 - 芝居小屋大正座として開業[11]。
- 1924年 - 映画館に業態転換[1][11][12]。
- 1945年8月15日 - 第二次世界大戦終結（休館中[5]）。
- 1956年 - 草津映画劇場として復興[5][6][7][8]。
- 1963年 - 閉館[9][10]。

## データ
- 所在地 : 滋賀県草津市草津本町2丁目9番地[8]
  - 開館時の滋賀県栗太郡草津町二丁目[1][3][4]
  - 現在の滋賀県草津市草津2丁目5番23号、現況は駐車場[13]

北緯35度1分2秒 東経135度57分33秒 / 北緯35.01722度 東経135.95917度
- 経営 : 
  1. 鈴木八重三郎 （1930年代 - 1930年代[1]）
  2. 森重タメ （1940年代[3][4]）
  3. 角正太郎 （1956年[5][6][7] - 1958年[7]）
  4. 角ます （1958年 - 1962年[8]）
  5. 角沙門 （1962年 - 1963年[9]）
- 支配人 : 
  1. 鈴木八重三郎 （1930年代 - 1930年代[1]）
  2. 森重タメ （1940年代[3][4]）
  3. 角正太郎 （1956年[5][6][7] - 1958年[7]）
  4. 芝宇太郎 （1958年 - 1962年[8]）
  5. 角沙門 （1962年 - 1963年[9]）
- 構造 : 木造二階建[8][9]
- 観客定員数 : 720名（1942年[3][4]） ⇒ 300名（1961年[8]）

## 概要

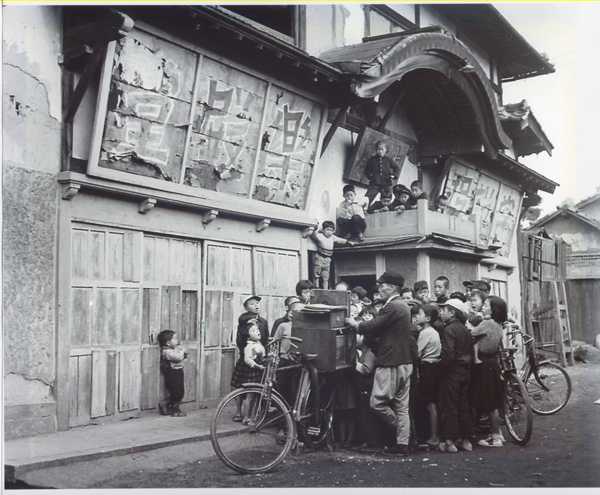
戦後閉鎖時期の大正座、1950年前後の写真。

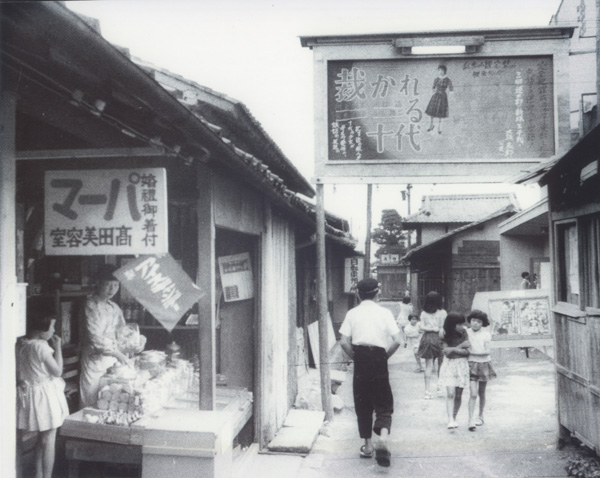
右に草津映画劇場、『裁かれる十代』（1956年4月11日公開）の看板、左の高田美容室は建替えて現存。1956年の写真。

### 大正座の時代
正確な時期は不明であるが、大正年間、芝居小屋大正座が滋賀県栗太郡草津町二丁目（現在の同県草津市草津2丁目5番23号）に建てられている。これを1924年（大正13年）、映画館に業態を転換、草津での最初の映画館として営業を開始した。同館についての記載があるもっとも古い同時代資料は、1930年（昭和5年）に発行された『日本映画事業総覧 昭和五年版』であり、同書によれば、当時の同館の経営者は鈴木八重三郎、興行系統は日活、観客定員数等は不明である。同書に記載はないが、追って1927年（昭和2年）、草津で2館目の映画館として文榮座（のちの草津グリーン劇場、大字大路井字栄町537番地）が開館している。
同館が立地した二丁目は、かつて草津宿があった地区であり、旧東海道と交差する「本陣小路」と呼ばれた商店街に同館は存在した。草津宿の時代には、田中九蔵本陣（現存せず）があった地域である。東海道本線の駅であり草津線の起点である草津駅の南、駅からみれば「天井川」として知られた草津川の向こう側、すこし離れた旧市街である。文榮座や官庁街があった、鉄道駅に近い大路井地区とは、草津川をくぐる草津川トンネルでつながっていた。
同館は、他地域の映画館同様、集会にも使用されており、1925年（大正14年）2月15日には、日本農民組合（現在の全日本農民組合連合会）滋賀連合会の集会が行われ、1934年（昭和9年）4月21日に立憲民政党の栗太郡支部の総会が行われた記録が残っている。
1942年（昭和17年）、第二次世界大戦による戦時統制が敷かれ、すべての映画が同年2月1日に設立された社団法人映画配給社の配給になり、すべての映画館が紅系・白系の2系統に組み入れられるが、同年に発行された『映画年鑑 昭和十七年版』には、当時の同館の興行系統についての記載はない。当時の同館の経営者は森重タメ、観客定員数は720名である。同館の建物は、和建築の木造二階建であり、「大正座」の看板は正面に木製のものが掲げられており、「常設娯楽殿堂」の文字が貼られていた。

### 7年間だけの復興
戦中から戦後にかけて時期は不明であるが、閉館している。戦後間もなくの時期は正面が雨戸で閉ざされ、廃れており、閉ざされた同館の前で紙芝居が子どもたちを集めている写真が残っている。1948年（昭和23年）8月には、角正太郎（1899年 - 1987年）が文榮座を入手して復興しており、草津の映画館は1館だけが営業を再開した。1954年（昭和29年）10月15日には、草津町は市制を施行して草津市になった。1956年（昭和31年）には、角正太郎がこの大正座を入手し、草津映画劇場と改称して復興した。角は、同年、文榮座のある大路井町に新たに草津第二映画劇場（のちの草津シネマハウス）を開館している。市内の映画館は3館になった。戦後の同館経営者の角は、1958年（昭和33年）11月2日には、伊藤武郎の独立映画に協力して、東京に映画の製作会社として大東興業を設立、同社において『キクとイサム』（1959年）、『武器なき斗い』（1960年）の2作をしている。この時期の同館は、一定の映画会社の封切館ではなく、日本映画各社の作品をブッキングして上映しており、「本陣小路」を撮影した写真によれば、同館で大映が配給した『裁かれる十代』（監督佐伯幸三、1956年4月11日公開）を上映したことがわかる。
1963年（昭和38年）、閉館した。同館の閉館により、同市内の映画館は、草津駅に近い大路井町にある草津第二映画劇場（経営・角沙門）および草津東映劇場（かつての文榮座、経営・舟木秀之）の2館になった。2014年（平成26年）現在の同館跡地は、Google マップの空撮写真によれば駐車場である。